# Армін Лашет
Армін Лашет (нім. Armin Laschet; нар. 18 лютого 1961, Аахен) — німецький проросійський політик, прем'єр-міністр Північного Рейну-Вестфалії (2017—2021).
Голова Християнсько-демократичного союзу з 22 січня 2021 до 31 січня 2022 року.

## Біографія
Народився в передмісті Аахена в німецькомовній родині валлонсько-бельгійського походження, католик.
Вивчав право в університетах Бонна та Мюнхена, працював журналістом.
1979 року він приєднався до Християнсько-демократичного союзу. Депутат Бундестагу з 1994 до 1998 р., член Європейського парламенту з 1999 до 2005 р.
2005 р. отримав портфель міністра у справах поколінь, сім'ї, жінок та інтеграції в уряді Північного Рейну-Вестфалії, пізніше відповідав за федеральні справи, Європу та ЗМІ. У 2010 р. обраний членом ландтагу Північного Рейну-Вестфалії. 2012 р. Лашет обійняв посаду лідера ХДС Північного Рейну-Вестфалії, а також став заступником голови ХДС Ангели Меркель.
27 червня 2017 року Лашет став 11-м прем'єр-міністром Північного Рейну-Вестфалії. Як один із представників своєї землі в Бундесраті, він є членом Комітету зі закордонних справ та Комітету оборони. Подав у відставку 25 жовтня 2021.
16 січня 2021 року на з'їзді обраний головою Християнсько-демократичного союзу Німеччини. 22 січня 2021 року офіційно затверджений головою ХДС.

## Політичні позиції
Путінферштеєр. Коли Росія окупувала Крим, Лашет заступився за російського президента, назвавши критику на його адресу «антипутінським популізмом». Він також заявив, що навіть якщо «політика РФ щодо Криму явно суперечить міжнародному праву», потрібно поставити себе на місце співрозмовника, ймовірно, щоб зрозуміти його мотиви.
Також він закликав відмовитися від «демонізації Росії», сумнівався у версії британських спецслужб про отруєння Скрипалів російськими шпигунами і виступає проти припинення будівництва «Північного потоку — 2». Є частим гостем російсько-німецького форуму «Петербурзький діалог», є противником антиросійських санкцій.